# Єзерець (Добрицька область)
Є́зерець (болг. Езерец) — село в Добрицькій області Болгарії. Входить до складу общини Шабла.

## Населення
За даними перепису населення 2011 року у селі проживали 124 особи, з них 121 особа (99,2%) — болгари.
Розподіл населення за віком у 2011 році:
Динаміка населення: